# Liste der Kulturdenkmäler in Mörlheim
In der Liste der Kulturdenkmäler in Mörlheim sind alle Kulturdenkmäler im Stadtteil Mörlheim der rheinland-pfälzischen Stadt Landau in der Pfalz aufgeführt. Grundlage ist die Denkmalliste des Landes Rheinland-Pfalz (Stand: 6. November 2023).

## Einzeldenkmäler
| Bezeichnung                         | Lage                                          | Baujahr                    | Beschreibung | Bild            |
| ----------------------------------- | --------------------------------------------- | -------------------------- | --- | --------------- |
| Wohnhaus                            | Hofgasse 1/3 Lage                             | 17. Jahrhundert            | Fachwerk-Doppelwohnhaus, barockes Fachwerkhaus, teilweise massiv, Krüppelwalmdach, 17. Jahrhundert (bezeichnet 1684) | Fotos hochladen |
| Wohnhaus                            | Hofgasse 7 Lage                               | Mitte des 19. Jahrhunderts | langgestrecktes spätklassizistisches Wohnhaus, Mitte des 19. Jahrhunderts                                            | BW              |
| Protestantische Gustav-Adolf-Kirche | Mörlheimer Hauptstraße 70 Lage                | 1848                       | Saalbau, 1848 | Fotos hochladen |
| Torpfosten                          | Mörlheimer Hauptstraße, bei Nr. 76 Lage       | 18. Jahrhundert            | Torpfosten des ehemaligen katholischen Pfarrhofs, 18. Jahrhundert                                                    | Fotos hochladen |
| Katholische Kirche St. Martin       | Mörlheimer Hauptstraße 84 Lage                | 1770                       | spätbarocker Saalbau, 1770, Anbauten und Turm 1912                                                                   | Fotos hochladen |
| Friedhofskreuz                      | Mörlheimer Hauptstraße, auf dem Friedhof Lage | 1815                       | Friedhofskreuz, späteres 19. Jahrhundert, Tischsockel bezeichnet 1815                                                | Fotos hochladen |
| Kriegerdenkmal                      | Mörlheimer Hauptstraße, auf dem Friedhof Lage | 1920er Jahre               | Kriegerdenkmal 1914/18; reliefierter Pfeiler, 1920er Jahre                                                           | Fotos hochladen |
| Wohnhaus                            | Wachthausgasse 3 Lage                         | 18. Jahrhundert            | eingeschossiger barocker abgewalmter Mansarddachbau, 18. Jahrhundert                                                 | Fotos hochladen |